# Bistrik (Kakanj, BiH)
Bistrik, naseljeno mjesto u općini Kakanj, Federacija Bosne i Hercegovine, BiH

## Zemljopis
Bistrik je smješten 7 km jugoistočno od grada Kaknja, na putu Kakanj-Kraljeva Sutjeska. 
Mjesto se, većim svojim dijelom, nalazi na zaravni (prosječno 455 m nadmorske visine), omeđeno sa zapada i juga selom Bjelavići, a s istoka selom Crkvenjak. 

## Povijest
Kao naseljeno mjesto datira od 1953. Naime, zbog prisilnog iseljavanja starog sela Haljinići, od strane rudnika "Haljinići", dio stanovništa seli tu.
Do tada, ovaj je dio, u sklopu velike zaravni, bio plodno polje za žitarice i voće.
Sam naziv Bistrik dobio je po izrazito kvalitetnoj i cijenjenoj izvor vodi "Bistrik", smještenoj na zapadnom ulazu u naselje.
Osim ovog izvora, na ulazu u selo s južne strane, postoji i izvor u narodu zvan "Ilijina voda".
Povijesni zapisi, uveliko, su zaobišli ovaj lokalitet, te se rijetko može naći nešto iole znamenito.
A, i sudbina je željela tako da gradnja novog franjevačkog samostana u vrijeme 1888. zaobiđe ovo mjesto.
Razlog tome je bio nedostatak novca za pokretanje tako velike investicije.
Kratak izvod iz "Ljetopisa nepoznatog autora", koji je uvršten u "Dodatak rukopisu fra Mate Mikića, arhiva III, Sutjeska 1854., str. 565-590.", ukratko govori o tome događaju:
"... 1888. godine, zbog trošnosti starodrevnog samostana, počinje razmišljanje o gradnji novog samostana i biranju lokacije za isti. Dvoumilo se između stare lokacije u Sutjeskoj i nove lokacije na Bistriku. Gradnja novog samostana je počela rušenjem starog 1889.                   Godine 1897. na svetkovinu sv. Ivana Krstitelja obavljen je svečani blagoslov novog samostana."
U knjizi "Visočka nahija" Milenko S. Filipović, kao i Pavao Anđelić u "Bobovac i Kraljeva Sutjeska", bilježe narodnu predaju o smrti kralja Stjepana Tomaša (čija je smrt, uistinu, ostala nerazjašnjena), na izvoru Bistrik.

## Stanovništvo
Kako je navedeno, novija povijest Bistrika, kao naseljenog mjesta, stane u sjećanje jednog sredovječnog čovjeka. 
Tu su 1991., kad je i rađen popis, živjele obitelji: Franjković, Medjedović, Mijačević, Mijač, Tunjić, Maroš, Miličević, Češljić, Komšo, Čović, Topalović, Jurić i Pušić.
U tom popisu Bistrik je uveden kao sastavni dio mjesta Bistrik-Crkvenjak, odlukom naredbodavaca.
No, tada je u Bistriku živjelo 140 stanovnika (op.a. po sjećanju autora teksta), odreda katolika Hrvata.
Danas, 15 godina od potpisivanja Daytonskog sporazuma, u Bistriku živi i djeluje samo prvih sedam, gore navedenih, obitelji. Većina tih obitelji vode podrijetlo iz starog sela Haljinića.
Na temelju božićnog blagoslova obitelji sutješka rimokatolička župa sv. Ivana Krstitelja napravila je statističke podatke o broju obitelji i župljana po selima u svojoj župi za 2017. godinu. U podatke su uračunani samo oni, koji žive stalno ili minimalno 6 mjeseci na području župe. U Bistriku je bilo 5 obitelji s 11 stanovnika, jedan samac.

## Znamenitosti
Na lokalitetu Gaja, kako glasi narodni naziv za područje tromeđe sela Haljinići, Crkvenjak i Bistrik, smješteno je močvarno područje "Bistrik" (na koje otpada, otprilike, 1 km² od 462 km² općine Kakanj). 
Isto je nastalo umjetnim putem kao posljedica podzemnog rada rudnika "Haljinići". Punjenjem vodom većeg kratera, nastalog rasjedanjem zemlje, stvoreno je veće jezero koje nastanjuju, između ostalog, i ptice selice.  Na tom lokalitetu, trenutno, registrirano je 210 ptičjih vrsta koje tu nalaze mjesto za odmor i/ili gniježđenje. To je, otprilike, 2/3 cjelokupno registriranog broja u BiH (točnije, u BiH je od 1878. do 2012. registrirano 336 ptičjih vrsta. S tim, da se neke od njih više ne mogu naći kod nas). 
U cilju zaštite i unapređenja življenja ptica selica ovo je područje uvršteno pod okrilje Zakona o zaštiti prirode (Službene novine Federacije Bosne i Hercegovine, broj: 33/03).
Istim se regulira kažnjavanje svih onih koji se ne pridržavaju odredbi, shodno kaznenim odredbama koje prate isti.
Istraživanjima na području ove močvare 2011. i 2012. godine, zabilježeno je postojanje 122 vrste biljaka i bogat životinjski svijet s čak 212 vrsta ptica, 30 vrsta vilinih konjica, osam vrsta vodozemaca, sedam vrsta gmazova i 13 vrsta sisavaca. 2013. pronađena je još jedna vrsta ptica. Gljive, lišajevi, puževi nisu istraživani, ali je osnovano smatra da je bogata bioraznolikost.  Zabilježene su dvije vrste riba i veliki broj kukaca iz skupine leptira (lepidoptera) i tvrdokrilaca (coleoptera). 2014. je godine najavljeno pokretanje procesa kod nadležnog ministarstva Zeničko-dobojske županije radi trajne zaštite područja močvare Bistrika i proglašenja zaštićenim područjem u kategoriji "Zaštićeni krajobraz".

## Galerija
- Ornitološki rezervat ptica selica na lokalitetu Haljinići - Crkvenjak - Bistrik
- Močvarno područje na lokalitetu Haljinići - Crkvenjak - Bistrik
- Ornitološki rezervat u jesen 2009. godine na lokalitetu Haljinići - Crkvenjak - Bistrik

## Unutarnje poveznice
Bistrik-Crkvenjak

## Vanjske poveznice
Bistrik na satelitskoj mapi
www.bistrik.webs.com  Arhivirana inačica izvorne stranice od 22. svibnja 2011. (Wayback Machine)
Haljinići, močvara "Bistrik" - Kakanj